# Liste der Baudenkmäler in Geseke
Die Liste der Baudenkmäler in Geseke enthält die denkmalgeschützten Bauwerke auf dem Gebiet der Stadt Geseke im Kreis Soest in Nordrhein-Westfalen (Stand: 17. September 2008). Diese Baudenkmäler sind in der Denkmalliste der Stadt Geseke eingetragen; Grundlage für die Aufnahme ist das Denkmalschutzgesetz Nordrhein-Westfalen (DSchG NRW).

| Bild | Bezeichnung | Lage                                                                | Beschreibung | Bauzeit                        | Eingetragen seit | Denkmal- nummer |
| --- | --- | ------------------------------------------------------------------- | ------------ | ------------------------------ | ---------------- | --------------- |
| weitere Bilder | Kath. Kapelle St. Anna Bönninghausen | Bönninghausen Karte                                                 |              | 1862                           |                  | 136             |
| Fachwerkhaus mit Hofkreuz | Fachwerkhaus mit Hofkreuz | Ehringhausen Dorf 19 Karte                                          |              |                                | 2000             | 169             |
| Kapelle in Ehringhausen | Kapelle in Ehringhausen | Ehringhausen Kirchweg Karte                                         |              |                                |                  | 134             |
| Steinkreuz | Steinkreuz | Eringerfeld Rüthener Straße Karte                                   |              | 1882                           |                  | 98              |
| altes Forsthaus | altes Forsthaus | Eringerfeld Steinhauser Straße 1 Karte                              |              | 1885                           |                  | 119             |
| eingeschossiges Doppelhaus aus Bruchstein aus dem 19. Jh. | eingeschossiges Doppelhaus aus Bruchstein aus dem 19. Jh. | Eringerfeld Steinhauser Str. 12 Karte                               |              |                                |                  | 120             |
| BW | ehem. Kaplanei, Bruchsteingebäude um 1900 | Eringerfeld Steinhauser Str. 6 Karte                                |              |                                |                  | 126             |
| weitere Bilder | Schlossanlage Eringerfeld einschl. Nebengebäude und Nebenanlagen | Eringerfeld Steinhauser Str. 7 Karte                                |              |                                |                  | 65              |
| weitere Bilder | Teilbereich (Wirtschaftshof etc.) | Eringerfeld Steinhauser Str. Karte                                  |              |                                |                  | 65              |
| Ehrenmal in Ermsinghausen | Ehrenmal in Ermsinghausen | Ermsinghausen Karte                                                 |              |                                |                  | 107             |
| Gehöft Arens | Gehöft Arens | Ermsinghausen Ermsinghausen Nr. 1 Karte                             |              |                                |                  | 106             |
| Isolierhaus um 19. Jh. | Isolierhaus um 19. Jh. | Geseke Aloys-Feldmann-Str. 6 Karte                                  |              |                                |                  | 168             |
| Ehrenmal und Kriegerdenkmal | Ehrenmal und Kriegerdenkmal | Geseke Alter Steinweg Karte                                         |              |                                |                  | 172             |
| Fachwerk-Giebelhaus | Fachwerk-Giebelhaus | Geseke Alter Steinweg 20 Karte                                      |              |                                |                  | 64              |
| Fachwerkbalken an der Schwelle des Hauses | Fachwerkbalken an der Schwelle des Hauses | Geseke Alter Steinweg 22 Karte                                      |              |                                |                  | 83              |
| Heiligenhäuschen | Heiligenhäuschen | Geseke Bei der Lauflinde Karte                                      |              | 1721                           |                  | 150             |
| Altes Rathaus | Altes Rathaus | Geseke Am Teich 13 Karte                                            |              |                                |                  | 94              |
| Gaststätte/Wohnhaus | Gaststätte/Wohnhaus | Geseke Am Teich 14 Karte                                            |              |                                |                  | 95              |
| weitere Bilder | Kath. Pfarrkirche „St. Cyriakus“ | Geseke Auf dem Stifte Karte                                         |              |                                |                  | 2               |
| Orgel der Pfarrkirche St. Cyriakus | Orgel der Pfarrkirche St. Cyriakus | Geseke Auf dem Stifte Karte                                         |              |                                |                  | 133             |
| stattl. eingeschossiges Haus | stattl. eingeschossiges Haus | Geseke Auf dem Stifte 10 Karte                                      |              |                                |                  | 38              |
| Evangelisches Pastorat | Evangelisches Pastorat | Geseke Auf dem Stifte 11 Karte                                      |              |                                |                  | 39              |
| weitere Bilder | ehem. Stiftsschule | Geseke Auf dem Stifte 6 Karte                                       |              |                                |                  | 5               |
| Traufenhaus | Traufenhaus | Geseke Auf dem Stifte 7 Karte                                       |              |                                |                  | 63              |
| historischer Grenzstein | historischer Grenzstein | Geseke B1 / Blockshof Karte                                         |              |                                |                  | 166             |
| Heiligenhäuschen | Heiligenhäuschen | Geseke B1 / Tiefer Hellweg Karte                                    |              |                                |                  | 157             |
| Fachwerk-Giebelhaus | Fachwerk-Giebelhaus | Geseke Bachstraße 12 Karte                                          |              |                                |                  | 30              |
| weitere Bilder | Fachwerk-Giebelhaus | Geseke Bachstraße 40 Karte                                          |              |                                |                  | 31              |
| Traufenständiges Fachwerkhaus | Traufenständiges Fachwerkhaus | Geseke Bachstraße 41 Karte                                          |              |                                |                  | 93              |
| weitere Bilder | Kath. Kirche „St. Johann B.“ | Geseke Bachstraße 43 Karte                                          |              |                                |                  | 54              |
| weitere Bilder | Ehem. Franziskanerkloster | Geseke Bachstraße 43 Karte                                          |              |                                |                  | 55              |
| Ackerbürgerhaus z. T. (Fassade etc.) vgl. Vfg. Kreis Soest 21.06.89 | Ackerbürgerhaus z. T. (Fassade etc.) vgl. Vfg. Kreis Soest 21.06.89 | Geseke Bachstraße 48 Karte                                          |              |                                |                  | 79              |
| Traufenhaus | Traufenhaus | Geseke Bachstraße 56 Karte                                          |              |                                |                  | 32              |
| Giebelständiges Fachwerkhaus | Giebelständiges Fachwerkhaus | Geseke Bachstraße 9 Karte                                           |              |                                |                  | 89              |
| Fachwerk-Giebelhaus | Fachwerk-Giebelhaus | Geseke Bäckstraße 12 Karte                                          |              |                                |                  | 34              |
| Fachwerk-Giebelhaus | Fachwerk-Giebelhaus | Geseke Bäckstraße 4 Karte                                           |              | 1613                           |                  | 33              |
| Bildstock | Bildstock | Geseke Bönninghauser Str. (b. d. Heringer Linde) Karte              |              | 1723                           |                  | 149             |
| Kalkofen | Kalkofen | Geseke Bürener Straße Karte                                         |              |                                |                  | 66              |
| Fachwerkhaus | Fachwerkhaus | Geseke Calenhof 20 Karte                                            |              |                                |                  | 74              |
| Fachwerk-Giebelhaus | Fachwerk-Giebelhaus | Geseke Calenhof 22 Karte                                            |              |                                |                  | 40              |
| Fachwerk-Traufenhaus | Fachwerk-Traufenhaus | Geseke Calenhof 25 Karte                                            |              |                                |                  | 41              |
| Fachwerkhaus | Fachwerkhaus | Geseke Calenhof 33 Karte                                            |              | 1690                           |                  | 76              |
| Bildstock | Bildstock | Geseke Calenhof/Markusstr. Karte                                    |              |                                |                  | 148             |
| weitere Bilder | Bildstock | Geseke Delbrücker Str. (b. d. Hüsteder Linde) Karte                 |              | 1734                           |                  | 151             |
| historischer Grenzstein | historischer Grenzstein | Geseke Delbrücker Str. (L549) Karte                                 |              | 1669                           |                  | 165             |
| Bildstock | Bildstock | Geseke Delbrücker Str. (neben Hausnr. 31) Karte                     |              | 1905                           |                  | 152             |
| Fachwerk-Giebelhaus | Fachwerk-Giebelhaus | Geseke Drüppelgasse 4 Karte                                         |              |                                |                  | 42              |
| Fachwerk-Traufenhaus | Fachwerk-Traufenhaus | Geseke Drüppelgasse 6 Karte                                         |              |                                |                  | 43              |
| weitere Bilder | Jüdischer Friedhof | Geseke Ehringhauser Str. Karte                                      |              |                                |                  | 159             |
| Bildstock | Bildstock | Geseke Geberstraße Karte                                            |              | 1735                           |                  | 162             |
| Fachwerk-Giebelhaus | Fachwerk-Giebelhaus | Geseke Hellweg 1 Karte                                              |              |                                |                  | 6               |
| weitere Bilder | Fachwerk-Giebelhaus | Geseke Hellweg 11 Karte                                             |              |                                |                  | 13 Wikidata     |
| weitere Bilder | Fachwerk-Giebelhaus (Museum) | Geseke Hellweg 13 Karte                                             |              | 1664                           |                  | 59              |
| Giebelständ. zweigesch. Fachwerkhaus | Giebelständ. zweigesch. Fachwerkhaus | Geseke Hellweg 14 Karte                                             |              |                                |                  | 92              |
| Fachwerk-Traufenhaus | Fachwerk-Traufenhaus | Geseke Hellweg 17 Karte                                             |              |                                |                  | 15              |
| Wirtschaftsgebäude | Wirtschaftsgebäude | Geseke Hellweg 17 Karte                                             |              | 1792                           |                  | 111             |
| Fachwerk-Giebelhaus | Fachwerk-Giebelhaus | Geseke Hellweg 20 Karte                                             |              |                                |                  | 17              |
| Fachwerk-Traufenhaus | Fachwerk-Traufenhaus | Geseke Hellweg 21 Karte                                             |              |                                |                  | 18              |
| die dem Hellweg zugewandte Fassade des Hauses | die dem Hellweg zugewandte Fassade des Hauses | Geseke Hellweg 22/24 Karte                                          |              |                                |                  | 85              |
| Fachwerk-Giebelhaus | Fachwerk-Giebelhaus | Geseke Hellweg 23 Karte                                             |              |                                |                  | 20              |
| Fachwerk-Giebelhaus | Fachwerk-Giebelhaus | Geseke Hellweg 25 Karte                                             |              |                                |                  | 21              |
| Fachwerk-Giebelhaus | Fachwerk-Giebelhaus | Geseke Hellweg 26 Karte                                             |              |                                |                  | 22              |
| Fachwerk-Giebelhaus | Fachwerk-Giebelhaus | Geseke Hellweg 27 Karte                                             |              |                                |                  | 23              |
| Fachwerk-Giebelhaus | Fachwerk-Giebelhaus | Geseke Hellweg 30 Karte                                             |              |                                |                  | 24              |
| Fachwerk-Giebelhäuser | Fachwerk-Giebelhäuser | Geseke Hellweg 32/34 Karte                                          |              |                                |                  | 25              |
| Fachwerk-Giebelhaus | Fachwerk-Giebelhaus | Geseke Hellweg 40 Karte                                             |              |                                |                  | 60              |
| Gasthof mit Wohnungen | Gasthof mit Wohnungen | Geseke Hellweg 43 Karte                                             |              |                                |                  | 8               |
| Fachwerk-Giebelhaus | Fachwerk-Giebelhaus | Geseke Hellweg 44 Karte                                             |              |                                |                  | 61              |
| Bildstock | Bildstock | Geseke Hellweg 45 Karte                                             |              | 1733                           |                  | 161             |
| Villa, erbaut um 1910 | Villa, erbaut um 1910 | Geseke Hellweg 47 Karte                                             |              |                                |                  | 88              |
| Villa (Massivbau), das Kutscherhaus und die Vorgarten-Einfriedung | Villa (Massivbau), das Kutscherhaus und die Vorgarten-Einfriedung | Geseke Hellweg 48 Karte                                             |              |                                |                  | 78              |
| zweigesch. Fachwerk-Traufenhaus | zweigesch. Fachwerk-Traufenhaus | Geseke Hellweg 5 Karte                                              |              |                                |                  | 9               |
| Massives Wohnhaus | Massives Wohnhaus | Geseke Hellweg 54 Karte                                             |              | 1911                           |                  | 75              |
| Fachwerk-Traufenhaus | Fachwerk-Traufenhaus | Geseke Hellweg 7 Karte                                              |              |                                |                  | 10              |
| Fachwerk-Giebelhaus | Fachwerk-Giebelhaus | Geseke Hellweg 8 Karte                                              |              |                                |                  | 11              |
| Fachwerk-Giebelhaus | Fachwerk-Giebelhaus | Geseke Hellweg 9 Karte                                              |              |                                |                  | 12              |
| Bildstock „Maria Schuß“ | Bildstock „Maria Schuß“ | Geseke Hellweg/Rosenstr. Karte                                      |              | 1616/1786                      |                  | 145             |
| Bildstock | Bildstock | Geseke Hölterweg/Töpferweg Karte                                    |              |                                |                  | 158             |
| Bildstock | Bildstock | Geseke In den Kühlen / Dreifaltigkeitsweg Karte                     |              |                                |                  | 153             |
| weitere Bilder | Fachwerk-Giebelhaus | Geseke In der Halle 4 Karte                                         |              |                                |                  | 44              |
| weitere Bilder | Fachwerkbau mit Krüppelwalmdach | Geseke In der Halle 6 Karte                                         |              |                                |                  | 143             |
| BW | Fachwerkgebäude | Geseke Jungferngasse 11 Karte                                       |              |                                |                  | 108             |
| BW | Fachwerkhaus aus dem Jahre 1754 | Geseke Jungferngasse 6 Karte                                        |              |                                |                  | 113             |
| weitere Bilder | Kath. Maria-Hilf-Kapelle einschließlich sieben Bildstöcke (davon eines am Westtor) | Geseke Kapellenweg Karte                                            |              | 1705                           |                  | 3               |
| Straßenfassade des Wohnhauses | Straßenfassade des Wohnhauses | Geseke Katthagen 10 Karte                                           |              | 1671                           |                  | 70              |
| Fachwerkhaus | Fachwerkhaus | Geseke Katthagen 12 Karte                                           |              | 1659                           |                  | 77              |
| Fachwerk-Giebelhaus | Fachwerk-Giebelhaus | Geseke Kleiner Hellweg 10 Karte                                     |              | 1618                           |                  | 27              |
| Fachwerk-Traufenhaus | Fachwerk-Traufenhaus | Geseke Kleiner Hellweg 13 Karte                                     |              |                                |                  | 28              |
| Villa, erbaut um die Jahrhundertwende | Villa, erbaut um die Jahrhundertwende | Geseke Kleiner Hellweg 15 Karte                                     |              |                                |                  | 73              |
| BW | giebelständiges fachwerkenes Kleinhaus aus 1702: nur Vordergiebel, li. Traufwand, Dachwerk | Geseke Ladenmachergasse 8 Karte                                     |              |                                |                  | 160             |
| BW | zweigesch. massives verputztes Gebäude aus dem Jahre 1913 | Geseke Lindenweg 2 Karte                                            |              |                                |                  | 112             |
| Fachwerk-Traufenhaus | Fachwerk-Traufenhaus | Geseke Lüdische Straße 23 Karte                                     |              | 1722                           |                  | 37              |
| Bildstock | Bildstock | Geseke Marienweg Karte                                              |              | 1738                           |                  | 147             |
| Fachwerk-Giebelhaus | Fachwerk-Giebelhaus | Geseke Marktplatz 1 Karte                                           |              | 1545                           |                  | 56              |
| weitere Bilder | Kath. Pfarrkirche St. Peter | Geseke Marktplatz 10 Karte                                          |              |                                |                  | 1               |
| Nivellementpunkt an der Stadtkirche | Nivellementpunkt an der Stadtkirche | Geseke Marktplatz 10 Karte                                          |              |                                |                  | 173             |
| Fachwerk-Traufenhaus | Fachwerk-Traufenhaus | Geseke Marktplatz 2 Karte                                           |              |                                |                  | 35              |
| Fachwerk-Giebelhaus | Fachwerk-Giebelhaus | Geseke Marktplatz 3 Karte                                           |              |                                |                  | 81              |
| Fachwerk-Giebelhaus | Fachwerk-Giebelhaus | Geseke Marktplatz 6 Karte                                           |              |                                |                  | 36              |
| großes Steinhaus (Haus Thoholte) | großes Steinhaus (Haus Thoholte) | Geseke Marktplatz 7 Karte                                           |              |                                |                  | 62              |
| Fachwerkremise beim Haus Thoholte mit Krüppelwalmdach u. Querdeele aus dem 18. Jh. | Fachwerkremise beim Haus Thoholte mit Krüppelwalmdach u. Querdeele aus dem 18. Jh. | Geseke Marktplatz 7 Karte                                           |              |                                |                  | 96              |
| zweigeschossiger Ziegelbau | zweigeschossiger Ziegelbau | Geseke Marktplatz 8 Karte                                           |              |                                |                  | 142             |
| weitere Bilder | Fachwerk-Giebelhaus | Geseke Martinsgasse 1 Karte                                         |              |                                |                  | 49              |
| weitere Bilder | Kath. Kapelle „St. Martin“ | Geseke Martinsgasse 4 Karte                                         |              | 1688                           |                  | 4               |
| Traufenständiges, zweigesch. verputztes Haus | Traufenständiges, zweigesch. verputztes Haus | Geseke Martinsgasse 6 Karte                                         |              |                                |                  | 87              |
| ehem. Hotel Kersting | ehem. Hotel Kersting | Geseke Mühlenstraße 1 Karte                                         |              |                                |                  | 101             |
| zweigeschossiger Fachwerkbau mit rückwärtigem Stallanbau | zweigeschossiger Fachwerkbau mit rückwärtigem Stallanbau | Geseke Mühlenstraße 20 Karte                                        |              |                                |                  | 139             |
| zweigesch. traufenständiges Wohn- u. Geschäftshaus mit Satteldach | zweigesch. traufenständiges Wohn- u. Geschäftshaus mit Satteldach | Geseke Mühlenstraße 30 Karte                                        |              |                                |                  | 140             |
| traufenständiges 2-gesch. Putzbau zu 5 Achsen | traufenständiges 2-gesch. Putzbau zu 5 Achsen | Geseke Mühlenstraße 32 Karte                                        |              | 1904                           |                  | 141             |
| zweigeschössiger Putzbau | zweigeschössiger Putzbau | Geseke Mühlenstraße 8 Karte                                         |              | 1905                           |                  | 138             |
| BW | zweigesch. Villentyp mit Vollwalmdach | Geseke Nordmauer 22 Karte                                           |              |                                |                  | 102             |
| BW | Ackerbürgerhaus | Geseke Nordmauer 8 Karte                                            |              |                                |                  | 80              |
| ehem. Pulverturm (sog. Hexenturm) | ehem. Pulverturm (sog. Hexenturm) | Geseke Ostmauer Karte                                               |              |                                |                  | 170             |
| Heiligenhäuschen | Heiligenhäuschen | Geseke Othmarstraße (vor dem Steintor) Karte                        |              |                                |                  | 146             |
| BW | historische Balken- u. Füllhölzer | Geseke Rennenkamp 6 Karte                                           |              |                                |                  | 82              |
| Fachwerkhaus | Fachwerkhaus | Geseke Rosenstraße 15 Karte                                         |              |                                |                  | 68              |
| BW | Fachwerk-Traufenhaus | Geseke Schildergasse 3 Karte                                        |              |                                |                  | 46              |
| BW | Fachwerk-Giebelhaus | Geseke Schildergasse 6 Karte                                        |              |                                |                  | 47              |
| Fassade u. Dachkörper des Hauses | Fassade u. Dachkörper des Hauses | Geseke Stadtkirchhof 4 Karte                                        |              |                                |                  | 84              |
| BW | Bildstock | Geseke Störmeder Str./Ernst-von-Bayern Str. (Lüdisches Tor) 1 Karte |              |                                |                  | 164             |
| Fachwerkhaus | Fachwerkhaus | Geseke Südmauer 13 Karte                                            |              |                                |                  | 110             |
| Siebenachsiges Fachwerkhaus in Traufenstellung | Siebenachsiges Fachwerkhaus in Traufenstellung | Geseke Südmauer 6 Karte                                             |              |                                |                  | 127             |
| weitere Bilder | sog. Trappenmühle | Geseke Trappenweg 7 Karte                                           |              |                                |                  | 100             |
| Gedenkstein | Gedenkstein | Geseke Verner Str. (beim Kamerbusch) Karte                          |              | 1739                           |                  | 156             |
| Bildstock | Bildstock | Geseke Verner Str. / Schanzendrift 16 Karte                         |              | 1. Hälfte des 18. Jahrhunderts |                  | 163             |
| Zweigeschossiger Fachwerkbau mit Krüppelwalmdach in Traufenstellung | Zweigeschossiger Fachwerkbau mit Krüppelwalmdach in Traufenstellung | Geseke Viehstraße 12 Karte                                          |              |                                |                  | 99              |
| Fachwerk-Giebelhaus | Fachwerk-Giebelhaus | Geseke Viehstraße 13 Karte                                          |              | 1691                           |                  | 53              |
| Wohnhaus und Wirtschaftsteil | Wohnhaus und Wirtschaftsteil | Geseke Viehstraße 14 Karte                                          |              | um 1900                        |                  | 114             |
| Fachwerkbau | Fachwerkbau | Geseke Viehstraße 16 Karte                                          |              | um 1900                        |                  | 115             |
| giebelständiger, zweigeschossiger Massivbau | giebelständiger, zweigeschossiger Massivbau | Geseke Viehstraße 18 Karte                                          |              | 1904/05                        |                  | 116             |
| Fachwerk-Giebelhaus | Fachwerk-Giebelhaus | Geseke Viehstraße 3 Karte                                           |              |                                |                  | 51              |
| Ackerbürgerhaus | Ackerbürgerhaus | Geseke Viehstraße 4 Karte                                           |              | bez. 1703                      |                  | 69              |
| Traufenhaus | Traufenhaus | Geseke Viehstraße 5 Karte                                           |              |                                |                  | 52              |
| weitere Bilder | Bildstock | Geseke Völmeder Str. 58 Karte                                       |              |                                |                  | 154             |
| weitere Bilder | Bildstock | Geseke Völmeder Str. 76 Karte                                       |              | 1776                           |                  | 155             |
| weitere Bilder | Warte Lugda(h)l | Geseke Westl. Feldflur, Fl. 2, 8 Karte                              |              |                                |                  | 174             |
| BW | zweistöckiges Fachwerk-Traufenhaus | Geseke Wichburgastr. 12 Karte                                       |              |                                |                  | 86              |
| weitere Bilder | Böddeker Scheune | Geseke Wichburgastr. 9 Karte                                        |              | 15. Jh.                        |                  | 57              |
| Kirche aus dem Jahre 1901/02 | Kirche aus dem Jahre 1901/02 | Langeneicke Barbarastraße Karte                                     |              |                                |                  | 121             |
| BW | Ehrenmal in Langeneicke | Langeneicke Eichenstraße Karte                                      |              |                                |                  | 105             |
| BW | Gaststätte/Wohgeb. aus dem Jahre 1906 | Langeneicke Eichenstraße 14 Karte                                   |              |                                |                  | 125             |
| BW | Kotten aus der 2. H. des 19. Jh. | Langeneicke Eichenstraße 28 Karte                                   |              |                                |                  | 144             |
| BW | ehem. Backhaus | Langeneicke Oberdorfstraße 3 Karte                                  |              |                                |                  | 104             |
| BW | Gebäude mit Gastwirtschaft aus dem Jahre 1899 | Langeneicke Oberdorfstraße 16 Karte                                 |              |                                |                  | 122             |
| BW | Wohnhaus um 1900 | Langeneicke Schützenstraße 28 Karte                                 |              |                                |                  | 123             |
| Fachwerkhaus | Fachwerkhaus | Mönninghausen Corveyer Straße 15 Karte                              |              | 1870                           |                  | 72              |
| Fachwerkhaus | Fachwerkhaus | Mönninghausen Geseker Straße 5 Karte                                |              | 1816                           |                  | 128             |
| weitere Bilder | Kath. Pfarrkirche St. Vitus mit Kirchhof | Mönninghausen Kirchplatz Karte                                      |              |                                |                  | 135             |
| BW | „Trillohaus“ außer Anbauten aus dem Jahre 1931 an der östl. Seite | Störmede Albert-Brand-Str. 5 Karte                                  |              |                                |                  | 103             |
| Kath. Pfarrkirche St. Pankratius Störmede mit Kirchplatz mit Natursteinmauerwerk-Einfriedung, historischem Pflaster der Wege, reichem alten Baumbestand (Linden und Kastanien) und dem auf dem ehem. Friedhof stehenden Grabsteinen aus dem 19. Jh. | Kath. Pfarrkirche St. Pankratius Störmede mit Kirchplatz mit Natursteinmauerwerk-Einfriedung, historischem Pflaster der Wege, reichem alten Baumbestand (Linden und Kastanien) und dem auf dem ehem. Friedhof stehenden Grabsteinen aus dem 19. Jh. | Störmede Kirchstraße Karte                                          |              |                                |                  | 129             |
| Ehem. Augustinerinnenkloster a) Pfarrhaus (Propstei) b) Klosterscheune c) Reste der Klostermauer | Ehem. Augustinerinnenkloster a) Pfarrhaus (Propstei) b) Klosterscheune c) Reste der Klostermauer | Störmede Kirchstraße Karte                                          |              |                                |                  | 130             |
| weitere Bilder | Klosterkirche des ehem. Augustinerinnenklosters und Reste der Klostermauer | Störmede Kirchstraße Karte                                          |              |                                |                  | 131             |
| weitere Bilder | versch. historische Gebäude einschl. Einfriedungsmauern im Bereich des ehem. Schloß- u. Rittergutes Störmede | Störmede Kirchstraße 17 Karte                                       |              |                                |                  | 90              |
| Schlossgebäude einschl. Einfriedungsmauern in Störmede | Schlossgebäude einschl. Einfriedungsmauern in Störmede | Störmede Kirchstraße 17 Karte                                       |              |                                |                  | 91              |
| Lobekapelle Störmede aus dem Jahre 1670, einschl. Pieta, Muttergottes mit Jesuskind und der hl. Josef | Lobekapelle Störmede aus dem Jahre 1670, einschl. Pieta, Muttergottes mit Jesuskind und der hl. Josef | Störmede Lange Straße Karte                                         |              |                                |                  | 117             |
| „Vikariegebäude“, zweigeschossiger Putzbau | „Vikariegebäude“, zweigeschossiger Putzbau | Störmede Lange Straße 33 Karte                                      |              | 1853                           |                  | 124             |
| Fachwerk-Bauernhaus | Fachwerk-Bauernhaus | Störmede Steinweg 2 Karte                                           |              | 1681                           |                  | 67              |
| niederdeutsches Hallenhaus | niederdeutsches Hallenhaus | Störmede Turmecke 9 Karte                                           |              |                                |                  | 167             |

## Belege
1. ↑  Baudenkmalliste der Stadt Geseke (Memento vom 6. Januar 2016 im Internet Archive) (PDF; 51 kB)